# Imeni Sverdlova
imeni Sverdlova (anche posëlok imeni Sverdlova) è una cittadina della Russia europea nordoccidentale, situata nella oblast' di Leningrado (rajon Vsevoložskij).
Sorge nella parte centrale della oblast', lungo i confini orientali della metropoli di San Pietroburgo.
Prende il nome dal rivoluzionario bolscevico Jakov Sverdlov.